# 고무병사
고무병사는 제2차 세계대전으로 인한 두 번째 아마존 고무 붐때에 브라질의 아마존 우림으로 참전용사와 동일한 혜택을 준다는 브라질 정부의 약속에 따라 징용된 사람들을 말한다. 약속은 지켜지지 못했다.
환경운동가 시쿠 멩지스가 고무병사의 아들이다.